# Noord-Amerikaans kwalificatietoernooi volleybal vrouwen voor de Olympische Zomerspelen 2012
Het Noord-Amerikaans kwalificatietoernooi volleybal vrouwen voor de Olympische Zomerspelen 2012 is een kwalificatietoernooi dat één ticket boodt voor de Olympische Zomerspelen 2012. Dit toernooi bestond uit twee groepen met vier teams die elkaar eenmaal ontmoeten. De groepswinnaar was rechtstreeks geplaatst voor de halve finale. De tweede en derde plaatsen speelden eerst de kwartfinale. De winnaar van het toernooi plaatste zich voor het vrouwentoernooi volleybal op de Olympische spelen.
Dit toernooi werd georganiseerd van zondag 29 april 2012 tot en met zondag 6 mei 2012 en vond plaats in Tijuana (Mexico).

## Groepsfase
- De groepswinnaar plaatst zich voor de halve finale.

- Tweede en derde plaats gaat naar de kwartfinale.

- De winnaar van het toernooi mag naar de Olympische Zomerspelen 2012.

### Groep A
|   | Ploeg                  | M | W | V | SW | SV | DV | DT | Ratio | Ptn |
| - | ---------------------- | - | - | - | -- | -- | -- | -- | ----- | --- |
| 1 | Dominicaanse Republiek | 1 | 1 | 0 | 3  | 0  | 75 | 15 | 5.000 | 5   |
| 2 | Puerto Rico            | 1 | 1 | 0 | 3  | 0  | 75 | 53 | 1.415 | 5   |
| 3 | Canada                 | 0 | 0 | 1 | 0  | 3  | 53 | 75 | 0.707 | 0   |
| 4 | Honduras               | 0 | 0 | 1 | 0  | 3  | 15 | 75 | 0.200 | 0   |

- Alle speeltijden zijn aangepast aan de Belgische en Nederlandse tijd.

| Datum                       |                        | Score |             | Set 1 | Set 2 | Set 3 | Set 4 | Set 5 |
| --------------------------- | ---------------------- | ----- | ----------- | ----- | ----- | ----- | ----- | ----- |
| Zondag 29 april 2012 21:00  | Dominicaanse Republiek | 3 – 0 | Honduras    | 25-20 | 25-21 | 25-20 |       |       |
| Maandag 30 april 2012 02:00 | Puerto Rico            | 3 – 0 | Canada      | 25-16 | 25-18 | 25-20 |       |       |
| Maandag 30 april 2012 21:00 | Puerto Rico            | –     | Honduras    |       |       |       |       |       |
| Dinsdag 1 mei 2012 02:00    | Dominicaanse Republiek | –     | Canada      |       |       |       |       |       |
| Dinsdag 1 mei 2012 21:00    | Canada                 | –     | Honduras    |       |       |       |       |       |
| Woensdag 2 mei 2012 02:00   | Dominicaanse Republiek | –     | Puerto Rico |       |       |       |       |       |

### Groep B
|   | Ploeg              | M | W | V | SW | SV | DV | DT | Ratio | Ptn |
| - | ------------------ | - | - | - | -- | -- | -- | -- | ----- | --- |
| 1 | Cuba               | 1 | 1 | 0 | 3  | 0  | 75 | 34 | 2.206 | 5   |
| 2 | Mexico             | 1 | 1 | 0 | 3  | 0  | 75 | 58 | 1.293 | 5   |
| 3 | Costa Rica         | 0 | 0 | 1 | 0  | 3  | 58 | 75 | 0.773 | 0   |
| 4 | Trinidad en Tobago | 0 | 0 | 1 | 0  | 3  | 34 | 75 | 0.453 | 0   |

- Alle speeltijden zijn aangepast aan de Belgische en Nederlandse tijd.

| Datum                       |            | Score |                    | Set 1 | Set 2 | Set 3 | Set 4 | Set 5 |
| --------------------------- | ---------- | ----- | ------------------ | ----- | ----- | ----- | ----- | ----- |
| Zondag 29 april 2012 23:00  | Cuba       | 3 – 0 | Trinidad en Tobago | 25-15 | 25-7  | 25-12 |       |       |
| Maandag 30 april 2012 04:00 | Mexico     | 3 – 0 | Costa Rica         | 25-21 | 25-23 | 25-14 |       |       |
| Maandag 30 april 2012 23:00 | Cuba       | –     | Costa Rica         |       |       |       |       |       |
| Dinsdag 1 mei 2012 04:00    | Mexico     | –     | Trinidad en Tobago |       |       |       |       |       |
| Dinsdag 1 mei 2012 23:00    | Costa Rica | –     | Trinidad en Tobago |       |       |       |       |       |
| Woensdag 2 mei 2012 04:00   | Cuba       | –     | Mexico             |       |       |       |       |       |

## Kwartfinale
| Datum                      |    | Score |    | Set 1 | Set 2 | Set 3 | Set 4 | Set 5 |
| -------------------------- | -- | ----- | -- | ----- | ----- | ----- | ----- | ----- |
| Donderdag 3 mei 2012 02:00 | B2 | –     | A3 |       |       |       |       |       |
| Donderdag 3 mei 2012 04:00 | A2 | –     | B3 |       |       |       |       |       |

## Halve finale
| Datum                    |    | Score |                       | Set 1 | Set 2 | Set 3 | Set 4 | Set 5 |
| ------------------------ | -- | ----- | --------------------- | ----- | ----- | ----- | ----- | ----- |
| Vrijdag 4 mei 2012 21:00 | B1 | –     | Winnaar kwartfinale 2 |       |       |       |       |       |
| Vrijdag 4 mei 2012 04:00 | A1 | –     | Winnaar kwartfinale 1 |       |       |       |       |       |

## Finale
| Datum                   |                        | Score |                        | Set 1 | Set 2 | Set 3 | Set 4 | Set 5 |
| ----------------------- | ---------------------- | ----- | ---------------------- | ----- | ----- | ----- | ----- | ----- |
| Zondag 6 mei 2012 04:00 | Winnaar halve finale 1 | –     | Winnaar halve finale 2 |       |       |       |       |       |